# Peter Kimeli Some
Pour les articles homonymes, voir Kimeli.
Peter Kimeli Some, né le 5 juin 1990, est un athlète kényan, spécialiste des courses de fond. 
Il remporte l'édition 2013 du marathon de Paris en améliorant de près de trois minutes son record personnel (2 h 05 min 38 s),,.

## Palmarès
| Date | Compétition           | Lieu     | Résultat | Performance     |
| ---- | --------------------- | -------- | -------- | --------------- |
| 2012 | Marathon de Brighton  | Brighton | 1er      | 2 h 12 min 01 s |
| 2013 | Marathon de Paris     | Paris    | 1er      | 2 h 05 min 38 s |
| 2013 | Championnats du monde | Moscou   | 9e       | 2 h 11 min 47 s |

## Records
| Épreuve  | Performance     | Lieu  | Date         |
| -------- | --------------- | ----- | ------------ |
| Marathon | 2 h 05 min 38 s | Paris | 7 avril 2013 |